# Crank 2. – Magasfeszültség
A Crank 2. – Magasfeszültség (eredeti cím: Crank 2: High Voltage) 2009-ben bemutatott amerikai akciófilm, melyet Mark Neveldine, valamint Brian Taylor írt és rendezett. A 2006-os Crank – Felpörögve című film folytatása, története röviddel az első rész befejezése után folytatódik. A főbb szerepekben Jason Statham, Amy Smart, Clifton Collins Jr., Efren Ramirez, Bai Ling, David Carradine és Dwight Yoakam látható.
Az Egyesült Királyságban, 2009. április 15-én jelent meg, két nappal megelőzve az észak-amerikai bemutatót. Magyarországon július 2-án mutatták be a Fórum Hungary forgalmazásában.

## Cselekmény
2005. november 7-én, Chev Chelios (Jason Statham) egy útkereszteződés közepén landol, miután kizuhan egy helikopterből. Egy csapat kínai orvos elviszi őt a helyszínről. Chelios egy rögtönzött kórházban ébred fel, és látja, hogy a körülötte lévő orvosok éppen kiveszik a szívét, mindezt Johnny Vang (Art Hsu) figyelmesen végigkíséri. Az orvosok belerakják Chelios szívét egy fehér hűtőtáskába, és lelakatolják, míg a mellkasába egy tisztán mesterséges szívet helyeznek be. Három hónappal később felébred, és elmenekül. Észreveszi, hogy egy sárga akkumulátor van hozzácsatolva a testéhez, és elindul, hogy megtalálja az igazi szívét. Egy tűzharc, és egy orgyilkos kikérdezése után megtudja, hogy hol van Johnny Vang: a Cypress Social klubban.
Chelios felhívja Miles doktort (Dwight Yoakam), aki elmondja neki, hogy egy AbioCor féle műszívet építettek be a testébe. Miles tájékoztatja Chelios-t, hogy amint a külső akkumulátor lemerül, a belső akkumulátor is elkezd lemerülni, és 60 perce lesz hátra, amíg meg nem hal. Miközben vezet, Chelios összetöri az autóját, de közben a külső akkumulátort is megsemmisíti. Miután útbaigazítást kér egy gépkocsivezetőtől, Chelios utasítására a sofőr elektromos kábeleket használ, hogy feltöltse a műszív belső akkumulátorát. A klubban, Chelios elveszíti Vang-ot, de elnyeri az egyik prostituált Ria (Bai Ling) barátságát, aki azt hiszi, hogy Chelios mentette meg, ezért cserébe megmondja neki, hogy Vang melyik sztriptíz klubban szokott rejtőzni. A klubban, Chelios találkozik Eve-vel (Amy Smart), egy sztriptíz táncosnővel. Egy csapat mexikói gengszter van a helyszínen, akiket Chico vezet, és lőni kezdenek. Chelios aztán megtudja egy haldokló gengsztertől, hogy a keresztapjuk, akinek fedőneve "El Hurón" ("A vadászmenyét"), akarja megölni őt, de azt viszont már nem mondja el, hogy miért.
A sztriptízbáron kívül, miután végigverekedte magát egy rendőrosztagon, Chelios elköt egy rendőrkocsit, benne Eve-vel és egy másik sztriptíz táncosnővel együtt. A sztriptíz táncosnő elmondja neki, hogy a Hollywood lóversenypályán keresse meg Johnny Vang-ot. Útközben Chelios találkozik Venus-szel (Efren Ramirez), aki felfedi, hogy Kaylo testvére. Hogy segítséget kapjon, Chelios elmondja Venus-nek, hogy El Hurón benne volt a testvére gyilkosságában, és aztán elmenekült.A lovaspályán Chelios ismét kezdi elveszíteni energiáját. Egy újabb hívás Miles doktortól tájékoztatja, hogy a súrlódás statikus elektromosságot okoz, amivel feltöltheti a belső akkumulátort. Megjelenik Eve, és szexjelenetet rendeznek mindenki előtt, mielőtt Chelios meglátja Vang-ot, és hátrahagyja Eve-et. Vang elmenekül, és Chelios-t éppen le akarják tartóztatni a biztonságiak, amikor Don Kim felveszi őt a limuzinjával. Tudatja Chelios-szal, hogy a Triádok vezetőjének, Poon Dong-nak (David Carradine) szívátültetésre volt szüksége, és az ő szívét választotta, hogy kicserélje a sajátjával. Miután Chelios megtudja, hogy Don Kim vissza akarja vinni őt Poon Dong-hoz díj ellenében, megöli őt és az embereit. Eközben, Venus meglátogatja Orlando-t (Reno Wilson), hogy segítsen lenyomozni El Hurón-t.
Miközben Vang-ot keresi autóval, egy kereszteződésnél majdnem összeütközik Don Kim egyik emberét szállító mentővel. A mentő hátsó ajtaján kapaszkodva bemászik az autóba ahol a mentőápolót fegyverével sakkban tartva sikerül egy akkumulátort szereznie a műszívéhez. Mikor meglátja Johnny Vang-ot az utcán, megpróbálja a mentőt megállítani ez nem sikerül, ezért kiugrik a járműből, a kialakuló tűzharcban leigázza őt. Felfedezi, hogy a szíve nincs Vang vörös hűtőtáskájában, aztán megtudja telefonon keresztül Miles doktortól, hogy a szívét már beültették Poon Dong-ba. Miközben Chelios kikérdezi őt, Chico lelövi Vang-ot, ezután pedig Chelios-t kiütik és eszméletét veszti. Miles doktor a titkárának segítségével lokalizálja Poon Dong-ot, hogy aztán visszaszerezhesse Chelios szívét.
Chelios-t motorcsónakkal elviszik egy szigetre, ahol El Hurón már várja őt. Kiderül, hogy El Hurón valójában Ricky és Alex Verona bátyja, akiket Chelios az első filmben ölt meg. Ricky Verona fejét életben tartják, hogy láthassa, ahogy El Hurón végez Chelios-szal. El Hurón éppen meg akarja ölni, amikor megérkezik Orlando, Venus, és Ria, mindnyájuk a saját harci csapatával. A kialakuló tűzharc közben Chelios elpusztítja Verona fejét. Ahogy viszont kezd lelassulni, felmászik egy közeli telefonpóznára, és megérinti mindkét vezetéket, hogy újratöltődjön. A feszültség olyan erős, hogy Chelios lerepül a póznáról és meggyullad a ruhája. Miközben lángol, megöli El Hurón-t. A film utolsó pillanatában Chelios a kamera felé sétál és bemutat a nézőknek.
Miles doktor visszahelyezi Chelios szívét, de látszólag olyan súlyos égési sérüléseket szenvedett az egész testén, hogy mindenki feladja a reményt és távozik mellőle. Utána viszont Chelios tágra nyitja a szemét és a szív monitor normális aktivitást mutat.

## Szereplők
| Színész             | Szerep         | Magyar hang        |
| ------------------- | -------------- | ------------------ |
| Jason Statham       | Chev Chelios   | Jakab Csaba        |
| Amy Smart           | Eve Lydon      | Vadász Bea         |
| Efren Ramirez       | Venus          | Szabó Máté         |
| Dwight Yoakam       | Miles doki     | Törköly Levente    |
| Reno Wilson         | Orlando        |                    |
| Clifton Collins Jr. | El Huron       | Epres Attila       |
| Geri Halliwell      | Karen Chelios  |                    |
| Art Shu             | Johnny Vang    | Dévai Balázs       |
| Bai Ling            | Ria            | Stefanovics Angéla |
| David Carradine     | Poon Dong      | Versényi László    |
| Corey Haim          | Randy          | Vári Attila        |
| Keone Young         | Don Kim        |                    |
| Joseph Julian Soria | Chico          | Molnár Levente     |
| Julanne Chidi Hill  | Dark Chocolate | Gerbert Judit      |
| Jose Pablo Cantillo | Ricky Verona   |                    |
| John de Lancie      | "Fish" Halman  | Korbuly Péter      |

## Számlista
- REO Speedwagon –– Keep on Loving You
- Billy Squier –– The Stroke
- Marshall Tucker Band –– Heard It in a Love Song
- Marvin Gaye –– Let's Get It On

## Házimozi-megjelenés
Az Amerikai Egyesült Államokban 2009. szeptember 8-án jelent meg DVD-n és Blu-rayen. Németországban a vágatlan indexált kiadás 2010. március 31-én jelentették meg. Magyarországon 2009. november 9-én jelent meg.

## Fogadtatás

### Bevételi adatok
A 20 millió dollárból készült film a premier napján 2,7 millió, az első hétvégén 6 963 565 dollárt termelt. Észak-Amerikában 13 684 249, a többi országban 20 876 328, összesen 34 560 577 dolláros bevételre tett szert.